# Arnold von Protzan
Arnold von Protzan lateinisch Arnoldus de Protzan, (* vermutlich 1293; † 1342) war Domkanoniker in Breslau sowie Verfasser des für Schlesien und das Erzbistum Breslau bedeutenden Formelbuches „Liber formularum“.

## Leben
Arnold von Protzan wurde im Jahr 1268 erstmals urkundlich erwähnt. Damals war er Pfarrer in Protzan im Herzogtum Münsterberg. 1318 wird er im Zinsregister des Gabriel, der päpstlicher Nuntius und Kaplan sowie Erzpriester von Rimini war, als „Magister, Canonicus Wratislavia et rector ecclesia de proziano“ bezeichnet. Zudem war er auch bischöflicher Notar, Archidiakon von Glogau, 1304–1318 bischöflicher Hofrichter und nach dem Tode des Bischofs Heinrich von Würben vorübergehend Administrator „in spiritualibus“ des Bistums Breslau.